# Polycyrtus furvus
Polycyrtus furvus là một loài tò vò trong họ Ichneumonidae.